# Нафтовод
Нафтовод је врста цевовода који служи за транспорт и преношење нафте са једног на друго место, тј. од места производње до потрошача (рафинерија). Данас је мрежа нафтовода веома добро развијена, нарочито на местима одакле се црпи — Русија, Магреб, Блиски исток, Канада, САД и др.
Најдужи нафтовод у Европи и свету је Дружба, који се пружа од Татарстана у Русији до Немачке на дужини од преко 4.000 km.